# إيفا ساندبرغ شياو
إيفا ساندبرغ شياو (بالصينية: 叶华) (بالألمانية: Eva Siao)‏ هي صحفية ومصورة صينية وألمانية، ولدت في 1911 في فروتسواف في بولندا، وتوفيت في 2001 في بكين في الصين.